# Biskupský palác (Paříž)
Biskupský palác v Paříži (francouzsky Palais épiscopal de Paris) byl palác v Paříži na ostrově Cité, ve kterém od 6. do 12. století sídlili pařížští biskupové.

## Historie
Podle zvyklostí v merovejské a karolínské době byl palác postaven podél městských hradeb jako součást opevnění. Biskup Maurice de Sully nechal palác nově vybudovat po roce 1160 během výstavby katedrály Notre-Dame.
Tento pozdější (Arci)biskupský palác byl vystavěn na jiném místě jihovýchodně od katedrály. Tento palác vyhořel ve dnech 14. a 15. února 1831 při proticírkevních nepokojích a byl následně stržen.
Popisy paláce historika Řehoře Tourského (539-594) a básníka Venance Fortunata (530-609) neumožňují přesně situovat budovu (domus ecclesiae), která se nacházela v sousedství kostelů Saint-Étienne, Notre-Dame a Saint-Jean le Rond. Biskupský palác tvořil součást enklávy biskupských staveb.